# Afghani
Nya Afghani (Af - Afghani) ) är den valuta som används i Afghanistan i Asien. Valutakoden är AFN. 1 Afghani = 100 pula.
Valutan infördes 2003 och ersatte den tidigare Afghani som hade valutakoden AFA som infördes 1925 och i sin tur ersatte den afghanska rupien. Vid det senaste bytet var omvandlingen 1 AFN = 1000 afghani.

## Användning
Valutan ges ut av Da Afghanistan Bank – DAB. Denna grundades 1939 och har huvudkontoret i Kabul.

## Valörer
- mynt: 1, 2 och 5 Afghani
- underenhet: används ej, tidigare pula
- sedlar: 10, 20, 50, 100, 200, 500, 1000 och 10.000 AFN